# NGC 551
NGC 551 је спирална галаксија у сазвежђу Андромеда која се налази на NGC листи објеката дубоког неба.
Деклинација објекта је + 37° 10' 59" а ректасцензија 1h 27m 40,6s. Привидна величина (магнитуда) објекта NGC 551 износи 12,7 а фотографска магнитуда 13,5. Налази се на удаљености од 60,743 милиона парсека од Сунца. NGC 551 је још познат и под ознакама UGC 1034, MCG 6-4-27, CGCG 521-30, IRAS 01247+3655, PGC 5450.